# Ferruccio Ferrazzi
Ferruccio Ferrazzi (* 15. März 1891 in Rom; † 8. Dezember 1978 in Rom) war ein italienischer Maler und Bildhauer.

## Leben und Werk
Ferrazzi wurde gleich seinem Bruder Riccardo von seinem Vater, dem Bildhauer und Kopisten Stanislao Ferrazzi in das Studium er antiken Malerei eingeführt. Ab 1904 setzte er seine Ausbildung bei Francesco Bergamini, einem Schüler von Michele Cammarano, fort. Zwischen 1906 und 1908 studierte er an der Scuola Libera del Nudo der Accademia di Belle Arti di Roma und besuchte Abendkurse an der Accademia di Francia. 1908 gewann er ein Stipendium des Istituto Catel. Dieses ermöglichte ihm die weitere Ausbildung bei dem Landschaftsmaler Max Roeder, der ihn in den Kreis der deutschen Künstler in Rom einführte.
Bereits 1907 nahm Ferrazzi mit einem Selbstporträt an der LXXVII. Esposizione della Società degli amatori e cultori di belle arti di Roma teil. Mit einem weiteren, von Roeder geprägten Selbstporträt war er 1910 bei der Biennale di Venezia vertreten. Das 1911 entstandene Gemälde Focolare, mit dem er sich an der Esposizione internazionale di Roma beteiligte, wurde von der Galleria Nazionale d’Arte Moderna gekauft. 1912 gewann er den Concuso Baruzzi in Bologna mit der Skizze für das Gemälde Il presagio, das er im Folgejahr fertigstellte. Mit dem Gemälde Genitrice nahm er 1913 an der ersten internationalen Kunstausstellung der Römischen Sezession teil.
1914 besuchte er die zweite Ausstellung der futuristischen Maler in der Galleria Sproveri, und in der Folgezeit entwickelte er Themen des Futurismus, insbesondere Bewegung und Dynamik, in seinen Werken. Auf Einladung des Kunstsammlers Walter Minnich ging er 1916 nach Montreux. Er lebte ein Jahr in der Schweiz und stellte 1917 fünf Werke (u. a. Carosello alla Riponne) in einer Gemeinschaftsausstellung im Kunsthaus Zürich aus. 1919 war er bei der Grande Esposizione nazionale futurista in Mailand, Florenz und Genua vertreten.
1920 wurde das Gemälde Ospedale bei der Biennale von Venedig und der Exposition internationale d’art moderne in Genf ausgestellt. 1921 hatte Ferrazzi in der von Enrico Prampolini und Mario Recchi geleiteten Casa d’arte italiana in Rom eine Einzelausstellung. Im Jahr 1922 heiratete er Horitia, die Tochter des Bildhauers und Keramikers Francesco Randone. Bei der zweiten Biennale romana hatte Ferrazzi eine Einzelausstellung mit 26 Werken, darunter den Skulpturen Contemplazione und La finestra. Die Kunstsammler Herta und Arturo Ottolenghi kauften bei einem Besuch der Ausstellung im Folgejahr das Aquarell L’adoloscente und gaben ein Porträt in Austrag, das Ferrazzi noch 1923 vollendete (Ritratto di Herta con il figlio Astolfo).
Im Juni 1925 wurde er zum Mitglied der Accademia di San Luca ernannt. Mit Young lady war Ferrazzi in einer Ausstellung der Lefevre Galleries in London vertreten, 1926 nahm er mit neun neuen Arbeiten (darunter  Idolo del prisma und Viaggio tragico) an der Exhibition of modern Italian art in der Grand Central Art Gallery in New York und mit Prismatic Vision am Pittsburgh Carnegie Award teil. Mit Horatio e Fabiola gewann er den Ersten Preis des Carnegie Institute of Pittsburgh. Bei der Ausstellung "Italienische Maler" im Kunsthaus Zürich wurden 1927 neben Werken von Calo Carrà, Matio Sironi, Achille Funi, Mario Tozzi und Alberto Salietti neun seiner neueren Gemälde ausgestellt.
Nach einer Kubareise nahm er 1929 als Aussteller und Juror an der ersten Ausstellung der faschistischen Künstlervereinigung Lazio teil (ebenso auch 1936 und 1943). Ab August des Jahres unterrichtete er Dekorationsmalerei an der Accademia di belle arti di Roma. 1930 schickte er drei Gemälde zur Mostra del Novecento italiano nach Buenos Aires. 1931 arbeitete er an vorbereitenden Studien für die Dekoration des Mausoleo Otolenghi und schuf das Fresco Madonna de la nascite für die Villa Cardarelli in Premeno. 1933 wurde er zum Mitglied der Reale Accademia d’Italia gewählt.
Für die Fassade der Kirche Annunziata in Sabaudia schuf Ferrazzi 1934 das Mosaik L’Annunciozione, mit einer Sammlung von Gemälden nahm er im gleichen Jahr an der Biennale von Venedig teil. Bei der Weltausstellung 1937 in Paris gewann er einen Preis mit Esercitazioni ai Parioli. Bei der Biennale von Venedig 1938 stellte er Enkaustik-Gemälde vor. Als Protagonist der Wandmalerei schuf er in den 1930er Jahren trotz verschiedener Zensurmaßnahmen Wandarbeiten für zahlreiche öffentliche Gebäude, darunter den im Krieg zerstörten Trionfo de la terra für das Rathaus von Pomezia sowie L’aurora und La scuola für die Sala Galilei der Universität Padua.
1943 fand in der Galleria di Rome Ferrazzis erste große Werkretrospektive statt. In den Kriegsjahren entstanden Werke wie Apocalisse und La stanza, die die Schrecken der Zeit widerspiegelten und mit denen er 1946 eine Personalausstellung in der Galerie des Art Club in Rom eröffnete. Auch nach dem Krieg nahm er an internationalen Ausstellungen (u. a. den Biennalen von Mailand und Venedig) teil und führte die Herstellung von Wandgemälden für öffentliche Gebäude fort. Anfang der 1960er Jahre schuf er eine monumentale Gruppe von Steinskulpturen, darunter das Basrelief Teatro della Vita. 1966 wurde er künstlerischer Leiter der Mosaikschule des Vatikans und führte mit seinen Schülern von 1968 bis 1971 das Mosaik der Kirche Sant’Antonio in Taranto auf.